# Friedrich Renk

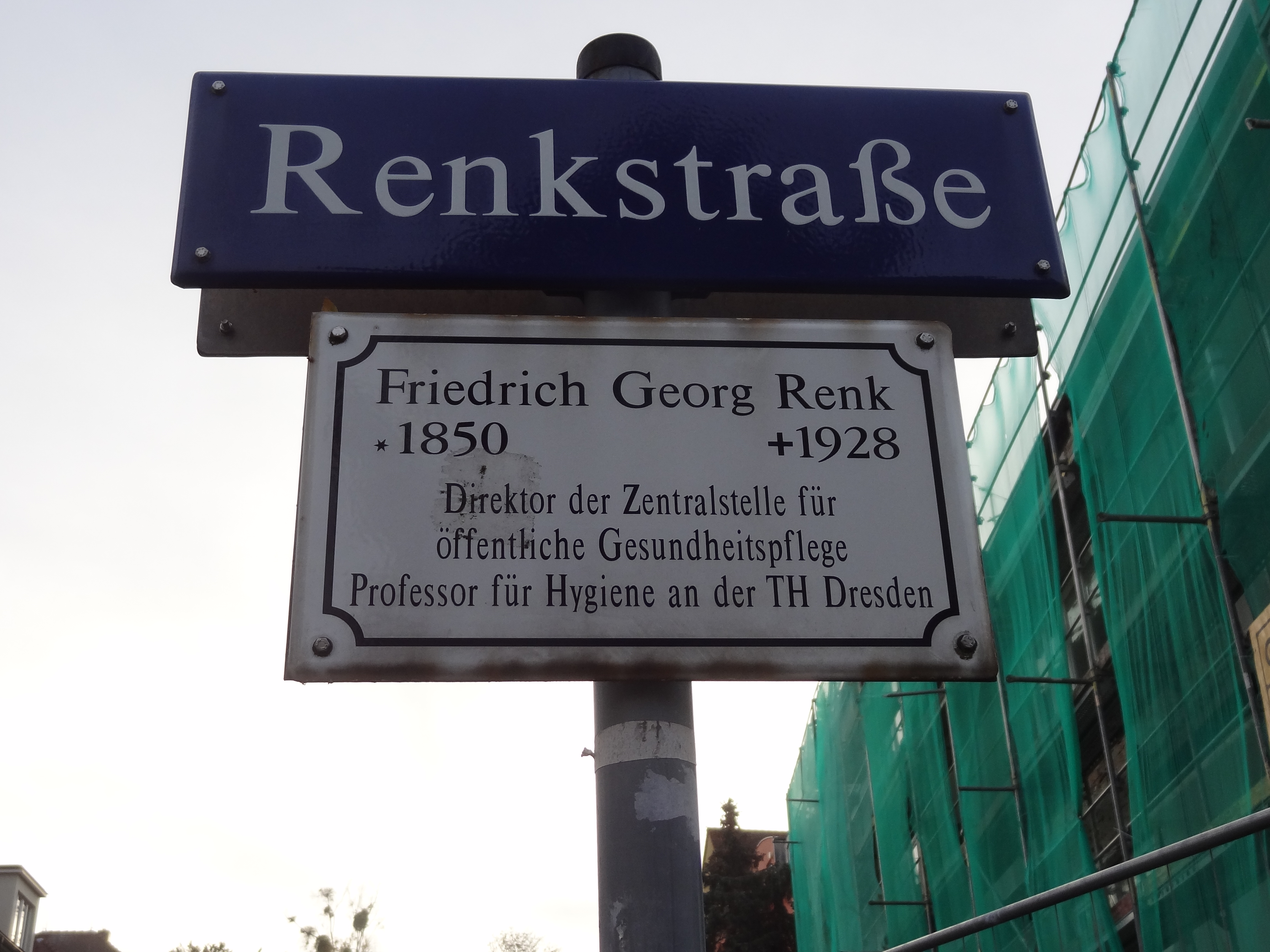
Renkstraße i Dresden

Friedrich Georg Renk, född 20 oktober 1850 i München, död 17 juni 1928 i Dresden, var en tysk läkare.
Renk studerade i München under Carl von Voit och Max von Pettenkofer, blev assistent och 1879 privatdocent hos den senare, 1887 anställd i Statsmedicinska anstalten i Berlin och regeringsråd, 1890 professor i Halle an der Saale, 1894 föreståndare för Centralanstalten för offentlig hälsovård i Dresden och professor i hygien vid tekniska högskolan där. År 1897 blev han medicinalreferent i inrikesministeriet och 1901 medlem av rikssundhetsrådet. Han tog avsked 1920.
Av viktigare vetenskapliga arbeten, som Renk utförde, kan nämnas Über die Permeabilitet des Bodens für Luft ("Zeitschrift für Biologie", 1879), en monografi Über Kanalgase, deren hygienische Bedeutung und technische Behandlung (1882), Öffentliche Bäder (1883), Die Luft (1886, i Pettenkofer och Hugo von Ziemssens "Handbuch der Hygiene"). Andra hygieniska avhandlingar av Renk publicerades i bland annat "Archiv für Hygiene" och "Arbeiten aus dem Kaiserlichen Gesundheitsamte", liksom i "Gesundheitsingenieur", en tidskrift för vilken han 1886-87 var redaktör och därefter medredaktör. Renks arbeten från senare år finns i "Arbeiten aus den hygienischen Instituten zu Dresden" och andra publikationer.